# Alencar Araripe
Antônio Alencar de Araripe (15 de novembro de 1897 – 3 de maio de 1989) foi um agricultor, advogado, jornalista e político brasileiro. Exerceu o mandato de deputado federal constituinte pelo Ceará em 1946.

## Início da vida
Nascido em Pereiro, no interior do Ceará, é filho de Otaviano Cícero de Alencar Araripe e de Rita Cavalcanti Araripe.

### Estudos
Fez os estudos primários em Tauá, no Ceará. Depois foi para o Colégio São Francisco, Canindé (CE). Finalizou a Educação Básica no em Fortaleza (CE) no Liceu do Ceará - instituição criada em 1875 e o quinto colégio mais antigo do país. Entrou na Faculdade de Direito do Ceará, formou-se em 1927. Em 1933, tornou-se membro da OAB - Ordem dos Advogados do Brasil.

## Carreira
Ainda na faculdade de direito, começou a exercer a profissão em 1918 nas comarcas cearenses de Lavras de Mangabeira, Icó, Senador Pompeu, Quixeramobim, Tauá, Astória, Jaguaribe, Quixadá e Fortaleza.No ano seguinte, foi autorizado a atuar em outras comarcar. Em 1919 também atuou como delegado regional de recenseamento.

### Atuação profissional
Proprietário da Fazenda Condado no Piauí foi pecuarista e agricultor. Fundou e dirigiu o jornal O Cariri, também colaborou com jornais cearenses como O Tempo de Aracati, A Gazeta do Cariri, A Tribuna, entre outros. Também teve publicações em revistas especializadas de Direito como, por exemplo, a Revista de Direito; a Revista Forense; e o Ceará Jurídico. No final de sua vida, tinha um espaço regular para fazer um panorama dos problemas da situação da região Nordeste no jornal O Povo.

## Vida política

### Atuação política
Durante a graduação, foi filiado ao Partido Republicano do Ceará e participou, entre 1921 e 1922 das campanhas de Reação Republicana, o qual foi um movimento político criado em 1921 que promovia a candidatura de Nilo Peçanha à presidência - em oposição ao mineiro Artur Bernardes, que tinha o apoio de seu estado, São Paulo e outras regiões do país. A iniciativa teve apoio de outros estados como, por exemplo, Rio de Janeiro, Rio Grande do Sul, Bahia e Pernambuco, que buscavam quebrar o domínio do eixo São Paulo-Minas Gerais - momento histórico conhecido como a Política do Café com Leite -, apesar do mineiro ter vencido o pleito presidencial em 1922, o movimento foi considerado importante para a luta contra a hegemonia das oligarquias de São Paulo e Minas Gerais.
Já formado da Faculdade de Direito do Ceará, em 1929, participou da campanha política de Getúlio Vargas que se opunha ao candidato indicado pelo presidente Washington Luis, o paulista Júlio Prestes. Após a Revolução de 1930, que colocou Getúlio Vargas no poder Alencar foi eleito prefeito de Crato (CE) em outubro de 1930 e exerceu o cargo até 1935.
Colaborou com a fundação da União Democrática Nacional (UDN) no Ceará e fez parte da Comissão Executiva em 1945. No mesmo ano, foi eleito deputado para a Assembléia Nacional Constituinte pela UDN de seu estado.

### Deputado federal
Empossado no início de fevereiro de 1946, participou da constituinte que resultou na Constituição de 1946. A partir da promulgação da Carta em setembro daquele ano, Alencar exerceu suas funções no cargo. No pleito de 1950, foi reeleito deputado federal pelo Ceará. Durante esse mandato, fez parte da Comissão Especial de Leis Complementares da Constituição e vice-presidente da Comissão Parlamentar de Inquérito que investigou a relação entre o governo de Getúlio Vargas e o jornal Última Hora.
No pleito pela Câmara dos Deputados em 1954, disputou pelo Partido Trabalhista Brasileiro (PTB). Ele conseguiu o cargo de suplência. Veja na lista abaixo as vagas que ele ocupou durante as legislaturas de 1955-1959 e 1959-1963.  

#### Suplência[2]
- 1 de abril a 1 de julho de 1955 pelo Deputado Francisco Mante
- 5 de julho a 23 de agosto de 1955 na vaga do Deputado Carlos Jeressati
- 24 de agosto a 30 de março de 1956 pelo Deputado Gentil Barreira
- 2 de março a 29 de maio de 1956 pelo Deputado Alfredo Barreira
- 25 de fevereiro a 2 de junho de 1957 pelo Deputado Virgílio Távora
- 3 de junho a 31 de agosto de 1957 pelo Deputado Alfredo Barreira
- 26 de fevereiro a 9 de abril de 1958 pelo Deputado Virgílio Távora
- 10 de abril a 24 de junho de 1958 pelo Deputado Alfredo Barreira
- 25 de junho a 24 de julho de 1958 por Virgílio Távora,
- Foi efetivado na vaga do Deputado Gentil Barreira em janeiro de 1959, permaneceu no cargo até 1963.
- De 5 de outubro a 8 de novembro de 1959 foi suplente na vaga do Deputado Furtado Leite,
- Na vaga do Deputado Bonaparte Maia ocupou nos períodos: 14 de julho a 24 de agosto de 1960,  2 de setembro a 3 de novembro de 1960, e  24 de janeiro a 23 de março de 1961
- 5 de abril a 1 de maio de 1962 pelo Deputado Furtado Leite
- 2 de julho a 29 de setembro de 1962 pelo Deputado Bonaparte Maia.

Embora tivesse sido suplente, Alencar esteve presente e apoiou a Emenda Constitucional nº 4, a qual instituiu o sistema parlamentar após a renúncia de Jânio Quadros e o impedimento do João Goulart, vice-presidente, assumir. Integrou a Comissão de Diplomacia e Tratados, a Comissão de Constituição e Justiça e a Comissão Mista de Leis Complementares da Câmara.

#### Aliança Renovadora Nacional
Com o AI 2, em outubro de 1965, que instituiu o fim dos partidos políticos e com a criação do bipartidarismo no país com o AI 4, Alencar filiou-se à Arena (Aliança Renovadora Nacional) - partido favorável à ditadura militar instituida no Golpe de 1964. Em novembro de 1966, se candidatou à deputado federal, porém não se elegeu.

## Vida pessoal
Pai de cinco filhos, foi casado com Ana da Franca Alencar.